# Emil Hallfreðsson
Emil Hallfreðsson (* 29. Juni 1984 in Reykjavík) ist ein isländischer Fußballspieler.

## Karriere
Nachdem Emil Hallfreðsson die Jugend von FH Hafnarfjörður durchlaufen hatte, spielte er zwei Jahre in der ersten Mannschaft des Vereins. Tottenham Hotspur wurde auf den Isländer aufmerksam und verpflichtete ihn im Sommer 2005. In den zwei Jahren in England wurde Emil ausschließlich im Reserve-Team eingesetzt, weshalb er in der Folge zu Lyn Oslo wechselte. Nach nur einer Partie für die Norweger wurde er von Reggina Calcio verpflichtet.
Nachdem er zunächst Einsatzzeit bekommen hatte, wurde diese in der zweiten Saison bei Reggina immer knapper. So wurde er 2009 dann zurück nach England verliehen und spielte beim FC Barnsley.
Im Sommer 2010 verpflichtete dann der tief gefallene Traditionsverein Hellas Verona den Isländer. Die Veroneser spielten zu dieser Zeit in der Serie C und hatten die Rückkehr in die Serie B als Ziel. Mit Emil gelang dem Verein dieser Aufstieg, zwei Jahre später gelang dem Verein der Aufstieg in die Serie A.
Im Sommer 2016 wechselte Emil Hallfreðsson zu Udinese Calcio.

### Nationalmannschaft
In der isländischen Nationalmannschaft durchlief Emil sämtliche Jugendstufen. Sein Länderspieldebüt in der A-Nationalmannschaft absolvierte er im Jahr 2005 gegen Italien, als er in der 78. Minute eingewechselt wurde.
Bei der Fußball-Europameisterschaft 2016 in Frankreich wurde er in das Aufgebot Islands aufgenommen. Seinen einzigen Einsatz hatte er als Einwechselspieler im letzten Drittel des zweiten Gruppenspiels gegen Ungarn. Das Team erreichte beim ersten EM-Auftritt Islands das Viertelfinale.
Zudem stand er im isländischen Kader für die Weltmeisterschaft 2018 in Russland, bei der Island zum ersten Mal an einer Weltmeisterschaftsendrunde teilnehmen konnte. Island schied nach einem Unentschieden gegen Argentinien und Niederlagen gegen Nigeria und Kroatien als Letzter der Gruppe D noch in der Vorrunde aus; Emil wurde gegen Argentinien und Kroatien im zentralen Mittelfeld eingesetzt.

## Erfolge
- Aufstieg in die Serie A: 2012/13
- Aufstieg in die Serie B: 2010/11